# Brescia Calcio 2017-2018
Questa voce raccoglie le informazioni riguardanti il Brescia Calcio nelle competizioni ufficiali della stagione 2017-2018.

## Stagione
La stagione del Brescia parte ufficialmente il 10 luglio 2017 con il raduno della squadra. Il nuovo allenatore è Roberto Boscaglia, di ritorno sulla panchina del Brescia dopo una stagione al Novara. Il 10 agosto 2017 viene ufficializzato il passaggio della proprietà, dall'ing. Marco Bonometti all'imprenditore Massimo Cellino. Le rondinelle sono eliminate nel terzo turno della Coppa Italia Tim Cup dal Pescara che si è imposto al Rigamonti (1-3), dopo avere battuto (1-0) ed eliminato il Padova nel secondo turno. Il 12 ottobre 2017, alla vigilia della 9ª giornata di campionato, dopo la pesante sconfitta (3-0) di Chiavari, l'allenatore Boscaglia viene sollevato dall'incarico, venendo sostituito con Pasquale Marino, il quale si lega alla società fino al giugno del 2019. Tuttavia il 16 gennaio 2018, Marino viene a sua volta esonerato e Boscaglia viene richiamato alla guida della squadra, che aveva chiuso il girone d'andata al 17º posto con 23 punti. Nella mattinata del 29 aprile 2018, Boscaglia viene nuovamente esonerato e al suo posto subentra il tecnico Ivo Pulga. Per il secondo campionato consecutivo il Brescia si salva solo all'ultima giornata, pareggiando 0-0 in casa dell'Ascoli. Ancora una volta Andrea Caracciolo con 13 reti risulta il miglior marcatore di stagione.

## Divise e sponsor
Lo sponsor tecnico per la stagione 2017-2018 è Acerbis, mentre gli sponsor ufficiali sono Ubi Banco di Brescia e OMR. Nel novembre 2017 il club ha adottato un nuovo stemma, consistente in un design stilizzato bianco e blu che combina il simbolo civico del leone al simbolo del club, ovvero lo scaglione rovesciato; in capo al disegno appare la sigla BSFC, abbreviazione di Brescia Football Club.
| Casa | Trasferta | Terza divisa | Portiere |

## Rosa
| N. |                          | Ruolo | Calciatore                   |
| -- | ------------------------ | ----- | ---------------------------- |
| 1  | Italia (bandiera)        | P     | Stefano Minelli              |
| 3  | Italia (bandiera)        | D     | Michele Somma                |
| 4  | Grecia (bandiera)        | D     | Dīmītrīs Kōnstantinidīs      |
| 5  | Italia (bandiera)        | C     | Mattia Viviani               |
| 7  | Italia (bandiera)        | A     | Ernesto Torregrossa          |
| 8  | Svizzera (bandiera)      | C     | Alessandro Martinelli        |
| 9  | Italia (bandiera)        | A     | Andrea Caracciolo (capitano) |
| 11 | Guinea-Bissau (bandiera) | C     | Carlos Embalo                |
| 15 | Italia (bandiera)        | D     | Mauro Coppolaro              |
| 16 | Brasile (bandiera)       | D     | Felipe Curcio                |
| 18 | Nigeria (bandiera)       | A     | Orji Okwonkwo                |
| 19 | Italia (bandiera)        | D     | Edoardo Lancini              |
| 20 | Albania (bandiera)       | C     | Emanuele Ndoj                |
| 21 | Italia (bandiera)        | A     | Matteo Cortesi               |
| 22 | Italia (bandiera)        | P     | Lorenzo Andrenacci           |

| N. |                       | Ruolo | Calciatore               |
| -- | --------------------- | ----- | ------------------------ |
| 23 | Italia (bandiera)     | C     | Jacopo Dall'Oglio        |
| 25 | Italia (bandiera)     | C     | Dimitri Bisoli           |
| 27 | Slovacchia (bandiera) | A     | Nikolas Špalek           |
| 30 | Italia (bandiera)     | C     | Federico Furlan          |
| 31 | Italia (bandiera)     | D     | Biagio Meccariello       |
| 32 | Argentina (bandiera)  | A     | Patricio Lautaro Rinaldi |
| 33 | Italia (bandiera)     | D     | Alessandro Longhi        |
| 34 | Italia (bandiera)     | C     | Sandro Tonali            |
| 35 | Italia (bandiera)     | D     | Daniele Gastaldello      |
| 36 | Italia (bandiera)     | D     | Andrea Bandini           |
| 37 | Italia (bandiera)     | P     | Alberto Pelagotti        |
| 38 | Honduras (bandiera)   | C     | Rigoberto Rivas          |
| 39 | Italia (bandiera)     | A     | Lamine N'Diaye           |
| 40 | Italia (bandiera)     | D     | Tommaso Cancellotti      |
| 41 | Francia (bandiera)    | D     | Terence Baya             |

## Organigramma societario
Area direttiva
- Presidente: Massimo Cellino
- Consiglieri: Edoardo Cellino, Giampiero Rampinelli Rota, Aldo Ghirardi, Nicolò Pio Barattieri Di San Pietro, Daniel Arty
- Direttore generale: Francesco Marroccu

Area organizzativa
- Team manager: Edoardo Piovani

Area tecnica
- Direttore sportivo: Francesco Marroccu
- Allenatore: Roberto Boscaglia (1ª-8ª / 22ª-38ª), Pasquale Marino (9ª-21ª), Ivo Pulga (39ª-42ª)
- Allenatore in seconda: Giacomo Filippi (1ª-8ª / 22ª-38ª), Massimo Mezzini (9ª-21ª), Massimo Oscar Ugolini (39ª-42ª)
- Preparatore atletico: Marco Nastasi (1ª-38ª), Mauro Franzetti (9ª-21ª), Alessio Squassoni (39ª-42ª)
- Preparatore dei portieri: Giacomo Violini (1ª-8ª / 22ª-38ª), Catello Senatore (9ª-21ª), Nicolas Cancarini e Michele Arcari (39ª-42ª)

## Calciomercato

### Sessione estiva(dal 01/07 al 31/08)
| Acquisti | Acquisti              | Acquisti      | Acquisti      |
| R.       | Nome                  | da            | Modalità      |
| -------- | --------------------- | ------------- | ------------- |
| P        | Lorenzo Andrenacci    | Fano          | fine prestito |
| P        | Riccardo Gagno        | Mestre        | fine prestito |
| D        | Ricardo Bagadur       | Fiorentina    | definitivo    |
| D        | Andrea Cistana        | Ciliverghe    | fine prestito |
| D        | Mauro Coppolaro       | Udinese       | prestito      |
| D        | Edoardo Lancini       | Novara        | fine prestito |
| D        | Alessandro Semprini   | Juventus      | fine prestito |
| D        | Biagio Meccariello    | Ternana       | "definitivo"  |
| C        | Fabio Bertoli         | Piacenza      | fine prestito |
| C        | Luca Cattaneo         | Pordenone     | definitivo    |
| C        | Luca Checchin         | Verona        | prestito      |
| C        | Enzo Di Santantonio   | svincolato    | gratuito      |
| C        | José Machin           | Roma          | prestito      |
| C        | Alessandro Martinelli | Sampdoria     | definitivo    |
| C        | Filippo Strada        | Prato         | fine prestito |
| A        | Massimo Camilli       | Tre Fiori     | fine prestito |
| A        | Matteo Cortesi        | svincolato    | gratuito      |
| D        | Alessandro Longhi     | Pisa          | definitivo    |
| D        | Daniele Gastaldello   | Bologna       | definitivo    |
| D        | Tommaso Cancellotti   | Juve Stabia   | definitivo    |
| P        | Alberto Pelagotti     | Empoli        | definitivo    |
| C        | Rigoberto Rivas       | Inter         | prestito      |
| C        | Lamine N'Diaye        | Renate        | definitivo    |
| D        | Andrea Bandini        | Mantova       | svincolato    |
| A        | Lautaro Rinaldi       | Panathīnaïkos | definitivo    |
| C        | Federico Furlan       | Bari          | prestito      |

| Cessioni | Cessioni            | Cessioni  | Cessioni      |
| R.       | Nome                | a         | Modalità      |
| -------- | ------------------- | --------- | ------------- |
| P        | Michele Arcari      |           | fine carriera |
| P        | Federico Serraiocco | Carpi     | definitivo    |
| P        | Riccardo Gagno      | Mestre    | prestito      |
| D        | Leonardo Blanchard  | Carpi     | fine prestito |
| D        | Igor Bubnjić        | Udinese   | fine prestito |
| D        | Arturo Calabresi    | Roma      | fine prestito |
| D        | Leonardo Fontanesi  | Sassuolo  | fine prestito |
| D        | Filippo Romagna     | Juventus  | fine prestito |
| D        | Joel Untersee       | Juventus  | fine prestito |
| D        | Racine Coly         | Nizza     | definitivo    |
| C        | Gaston Camara       | Inter     | fine prestito |
| D        | Franjo Prce         | Lazio     | fine prestito |
| C        | Giovanni Crociata   | Milan     | fine prestito |
| C        | Stefano Mauri       |           | svincolato    |
| C        | Andrej Modić        | Milan     | fine prestito |
| C        | Giovanni Sbrissa    | Sassuolo  | fine prestito |
| C        | Giampiero Pinzi     | Padova    | definitivo    |
| A        | Federico Bonazzoli  | Sampdoria | fine prestito |
| A        | Andrea Vassallo     | Bologna   | fine prestito |

### Sessione invernale(dal 03/01 al 31/01)
| Acquisti | Acquisti                | Acquisti       | Acquisti   |
| R.       | Nome                    | da             | Modalità   |
| -------- | ----------------------- | -------------- | ---------- |
| A        | Nikolas Špalek          | Žilina         | definitivo |
| C        | Carlos Embalo           | Palermo        | prestito   |
| D        | Felipe Curcio           | Fidelis Andria | definitivo |
| A        | Orji Okwonkwo           | Bologna        | prestito   |
| D        | Dīmītrīs Kōnstantinidīs | PAOK           | definitivo |
| A        | Ernesto Torregrossa     | Verona         | definitivo |

| Cessioni | Cessioni                | Cessioni    | Cessioni      |
| R.       | Nome                    | a           | Modalità      |
| -------- | ----------------------- | ----------- | ------------- |
| A        | Luca Cattaneo           | Reggiana    | definitivo    |
| A        | Alexis Ferrante         | Pisa        | prestito      |
| C        | José Machin             | Roma        | fine prestito |
| D        | Ricardo Bagadur         | Feralpisalò | definitivo    |
| D        | Massimiliano Mangraviti | Fondi       | prestito      |
| D        | Andrea Cistana          | Prato       | prestito      |
| C        | Enzo Di Santantonio     | -           | risoluzione   |
| C        | Modibo Dembelè          | -           | risoluzione   |

## Risultati

### Serie B

#### Girone di andata
| Arbitro: | Marini (Roma) |

|                               |           |                         |
| Ardemagni 70’ L. Castaldo 85’ | Marcatori | 45+2’ (rig.) Caracciolo |

| Brescia 2 settembre 2017, ore 18:00 CEST 2ª giornata | Brescia          | 0 – 0 referto | Palermo | Stadio Mario Rigamonti (5 081 spett.)\| Arbitro: \| Rapuano (Rimini) \| |
| Arbitro:                                             | Rapuano (Rimini) |               |         |                                                                         |

| Arbitro: | Minelli (Varese) |

|  |           |                 |
|  | Marcatori | 60’ A. Ferrante |

| Brescia 16 settembre 2017, ore 15:00 CEST 4ª giornata | Brescia             | 0 – 0 referto | Pro Vercelli | Stadio Mario Rigamonti (6 301 spett.)\| Arbitro: \| Di Martino (Teramo) \| |
| Arbitro:                                              | Di Martino (Teramo) |               |              |                                                                            |

| Arbitro: | Martinelli (Roma) |

|                 |           |            |
| A. Montalto 38’ | Marcatori | 43’ Bisoli |

| Arbitro: | Nasca (Bari) |

|                           |           |                          |
| Caracciolo 38’ Bisoli 71’ | Marcatori | 47’ Floriano 64’ Chiricò |

| Arbitro: | Marinelli (Tivoli) |

|                           |           |         |
| Caracciolo 66’ Bisoli 80’ | Marcatori | 49’ Han |

| Arbitro: | Balice (Termoli) |

|                                      |           |  |
| De Luca 29’ Brivio 68’ La Mantia 88’ | Marcatori |  |

| Arbitro: | Piccinini (Forlì) |

|  |           |                |
|  | Marcatori | 68’ Di Mariano |

| Arbitro: | Pillitteri (Palermo) |

|                         |           |  |
| Piccolo 38’ Claiton 70’ | Marcatori |  |

| Arbitro: | Pinzani (Empoli) |

|                           |           |            |
| Caracciolo 17’ Furlan 53’ | Marcatori | 33’ Galano |

| Arbitro: | Abbattista (Molfetta) |

|  |           |                                           |
|  | Marcatori | 36’ Machin 63’ Caracciolo 65’ A. Ferrante |

| Arbitro: | Baroni (Firenze) |

|                |           |                          |
| Caracciolo 85’ | Marcatori | 87’ Pinato 89’ Falzerano |

| Arbitro: | Martinelli (Roma) |

|           |           |               |
| Verna 12’ | Marcatori | 8’ Caracciolo |

| Arbitro: | Di Martino (Teramo) |

|                |           |            |
| Caracciolo 72’ | Marcatori | 78’ Ammari |

| Arbitro: | Serra (Torino) |

|                  |           |  |
| Scognamiglio 25’ | Marcatori |  |

| Arbitro: | Illuzzi (Molfetta) |

|                                  |           |  |
| Vitale 50’ (aut.) Caracciolo 80’ | Marcatori |  |

| Arbitro: | Saia (Palermo) |

|                       |           |  |
| Citro 29’ Dionisi 76’ | Marcatori |  |

| Arbitro: | Ros (Pordenone) |

|                 |           |          |
| Torregrossa 21’ | Marcatori | 56’ Iori |

| Arbitro: | Rapuano (Rimini) |

|          |           |                 |
| Zajc 48’ | Marcatori | 79’ Torregrossa |

| Arbitro: | Pinzani (Empoli) |

|  |           |               |
|  | Marcatori | 24’ Buzzegoli |

#### Girone di ritorno
| Arbitro: | Balice (Termoli) |

|                      |           |                                     |
| Torregrossa 27’, 28’ | Marcatori | 16’ Molina 53’ Castaldo 60’ Bidaoui |

| Arbitro: | Serra (Torino) |

|                        |           |  |
| Čočev 3’ Gnahoré 90+2’ | Marcatori |  |

| Arbitro: | Aureliano (Bologna) |

|                      |           |              |
| Torregrossa 38’, 64’ | Marcatori | 58’ Ceravolo |

| Vercelli 10 febbraio 2018, ore 15:00 CET 25ª giornata | Pro Vercelli     | 0 – 0 referto | Brescia | Stadio Silvio Piola (3 213 spett.)\| Arbitro: \| Baroni (Firenze) \| |
| Arbitro:                                              | Baroni (Firenze) |               |         |                                                                      |

| Arbitro: | Minelli (Varese) |

|                                            |           |              |
| Gastaldello 18’ Torregrossa 64’ Špalek 81’ | Marcatori | 66’ Montalto |

| Arbitro: | Piscopo (Imperia) |

|              |           |                                      |
| Nicastro 37’ | Marcatori | 68’ Torregrossa 75’ (Rig) Caracciolo |

| Arbitro: | Sacchi (Macerata) |

|                          |           |  |
| Cerri 14’ Di Carmine 52’ | Marcatori |  |

| Brescia 3 aprile 2018, ore 18:00 CET 29ª giornata | Brescia       | 0 – 0 referto | Virtus Entella | Stadio Mario Rigamonti (circa 6 000 spett.)\| Arbitro: \| Marini (Roma) \| |
| Arbitro:                                          | Marini (Roma) |               |                |                                                                            |

| Arbitro: | Chiffi (Padova) |

|                           |           |            |
| Pușcaș 50’ G. Sansone 58’ | Marcatori | 32’ Bisoli |

| Arbitro: | Rapuano (Rimini) |

|                 |           |            |
| Gastaldello 50’ | Marcatori | 7’ Piccolo |

| Arbitro: | Giua (Olbia) |

|                               |           |  |
| Improta 8’ Cissé 30’ Nenê 54’ | Marcatori |  |

| Arbitro: | Saia (Palermo) |

|                                |           |               |
| Torregrossa 31’ Caracciolo 67’ | Marcatori | 24’ Coulibaly |

| Arbitro: | Balice (Termoli) |

|            |           |                           |
| Modolo 65’ | Marcatori | 34’ Caracciolo 67’ Bisoli |

| Arbitro: | Guccini (Albano Laziale) |

|                |           |                  |
| Caracciolo 80’ | Marcatori | 90+4’ Melchiorri |

| Arbitro: | Baroni (Firenze) |

|  |           |                 |
|  | Marcatori | 18’ Torregrossa |

| Brescia 22 aprile 2018, ore 15:00 CEST 37ª giornata | Brescia          | 0 – 0 referto | R.C. Cesena | Stadio Mario Rigamonti (6 632 spett.)\| Arbitro: \| Pinzani (Empoli) \| |
| Arbitro:                                            | Pinzani (Empoli) |               |             |                                                                         |

| Arbitro: | Pillitteri (Palermo) |

|                                                     |           |                         |
| Sprocati 27’ Bocalon 60’ Bisoli 68’ (aut.) Zito 82’ | Marcatori | 52’ Tonali 73’ Okwonkwo |

| Arbitro: | Marinelli (Tivoli) |

|          |           |                      |
| Ndoj 11’ | Marcatori | 36’ Gori 90+5’ Ciano |

| Arbitro: | Illuzzi (Molfetta) |

|                              |           |                       |
| Schenetti 38’ Bartolomei 75’ | Marcatori | 40’ Špalek 78’ Tonali |

| Arbitro: | Di Martino (Teramo) |

|  |           |                           |
|  | Marcatori | 60’ Caputo 88’ Donnarumma |

| Ascoli Piceno 18 maggio 2018, ore 20:30 CEST 42ª giornata | Ascoli          | 0 – 0 referto | Brescia | Stadio Cino e Lillo Del Duca (6 693 spett.)\| Arbitro: \| La Penna (Roma) \| |
| Arbitro:                                                  | La Penna (Roma) |               |         |                                                                              |

### Coppa Italia

#### Secondo turno
| Arbitro: | Sacchi (Macerata) |

|                 |           |  |
| Torregrossa 15’ | Marcatori |  |

#### Terzo turno
| Arbitro: | Orsato (Schio) |

|            |           |                              |
| Bisoli 35’ | Marcatori | 30’ Capone 56’, 83’ Del Sole |

## Statistiche
- Statistiche aggiornate al 12 maggio 2018

### Statistiche di squadra
| Competizione | Punti | In casa | In casa | In casa | In casa | In casa | In casa | In trasferta | In trasferta | In trasferta | In trasferta | In trasferta | In trasferta | Totale | Totale | Totale | Totale | Totale | Totale | DR  |
| Competizione | Punti | G       | V       | N       | P       | Gf      | Gs      | G            | V            | N            | P            | Gf           | Gs           | G      | V      | N      | P      | Gf     | Gs     | DR  |
| ------------ | ----- | ------- | ------- | ------- | ------- | ------- | ------- | ------------ | ------------ | ------------ | ------------ | ------------ | ------------ | ------ | ------ | ------ | ------ | ------ | ------ | --- |
| Serie B      | 48    | 21      | 6       | 9       | 6       | 23      | 22      | 21           | 5            | 6            | 10           | 18           | 30           | 42     | 11     | 15     | 16     | 41     | 52     | -11 |
| Coppa Italia |       | 2       | 1       | 0       | 1       | 2       | 3       | 0            | 0            | 0            | 0            | 0            | 0            | 2      | 1      | 0      | 1      | 2      | 3      | -1  |
| Totale       | 48    | 23      | 7       | 9       | 7       | 25      | 25      | 21           | 5            | 6            | 10           | 18           | 30           | 44     | 12     | 15     | 17     | 43     | 55     | -12 |

### Andamento in campionato
| Giornata  | 1  | 2  | 3  | 4  | 5  | 6  | 7 | 8  | 9  | 10 | 11 | 12 | 13 | 14 | 15 | 16 | 17 | 18 | 19 | 20 | 21 | 22 | 23 | 24 | 25 | 26 | 27 | 28 | 29 | 30 | 31 | 32 | 33 | 34 | 35 | 36 | 37 | 38 | 39 | 40 | 41 | 42 |
| --------- | -- | -- | -- | -- | -- | -- | - | -- | -- | -- | -- | -- | -- | -- | -- | -- | -- | -- | -- | -- | -- | -- | -- | -- | -- | -- | -- | -- | -- | -- | -- | -- | -- | -- | -- | -- | -- | -- | -- | -- | -- | -- |
| Luogo     | T  | C  | T  | C  | T  | C  | C | T  | C  | T  | C  | T  | C  | T  | C  | T  | C  | T  | C  | T  | C  | T  | C  | T  | C  | T  | C  | T  | C  | T  | C  | T  | C  | T  | C  | T  | C  | T  | C  | T  | C  | T  |
| Risultato | P  | N  | V  | N  | N  | N  | V | P  | P  | P  | V  | V  | P  | N  | N  | P  | V  | P  | N  | N  | P  | P  | P  | V  | N  | V  | V  | P  | N  | P  | N  | P  | V  | V  | N  | V  | N  | P  | P  | N  | P  | N  |
| Posizione | 14 | 14 | 11 | 12 | 16 | 15 | 7 | 15 | 16 | 21 | 14 | 12 | 14 | 14 | 14 | 15 | 15 | 16 | 16 | 16 | 17 | 18 | 18 | 16 | 15 | 15 | 14 | 15 | 15 | 15 | 15 | 14 | 14 | 14 | 14 | 12 | 12 | 13 | 13 | 13 | 15 | 16 |

Legenda:

Luogo: C = Casa; T = Trasferta. Risultato: V = Vittoria; N = Pareggio; P = Sconfitta.